# Bomaribidion angusticolle
Bomaribidion angusticolle är en skalbaggsart som först beskrevs av Pierre Émile Gounelle 1909.  Bomaribidion angusticolle ingår i släktet Bomaribidion och familjen långhorningar.
Artens utbredningsområde är Paraguay. Inga underarter finns listade.